# Победнице светских првенстава у атлетици на отвореном
Победнице светских првенстава у атлетици на отвореном за жене су приказане у 23 дисциплине које су тренутно на програму Светских првенстава у атлетици на отвореном као и у 2 некадашње атлетске дисциплине које су се појавиле на неким од ранијих игара, али које више нису у програму.